# National Museum of Natural History
Het National Museum of Natural History (NMNH) is een natuurhistorisch museum aan de National Mall in Washington. Het museum maakt deel uit van het Smithsonian Institution. Samen met het Muséum national d'histoire naturelle in Frankrijk en het Natural History Museum in Londen behoort het tot de musea met de grootste natuurhistorische collecties in de wereld.
De collectie van het museum omvat meer dan 125 miljoen specimens van planten, dieren, fossielen, mineralen, gesteenten, meteorieten en culturele artefacten. Het is het meest bezochte museum van de Smithsonian museums. Het museum huisvest ongeveer 185 wetenschappers.
Het museum werd geopend in 1910. Het gebouw, ontworpen door Hornblower & Marshall in een neoclassicistische stijl, was het eerste dat werd gebouwd als deel van het McMillan Plan. Het staat aan de noordzijde van de National Mall, langs Constitution Avenue.
De afdeling botanie van het museum werkt samen met de United States Botanic Garden op het gebied van botanisch onderzoek. Het museum is aangesloten bij de Plant Conservation Alliance (PCA), een samenwerkingsverband dat zich richt op de bescherming van planten die van nature voorkomen in de Verenigde Staten.
Het museum is aangesloten bij de American Institute of Biological Sciences (AIBS), een wetenschappelijke associatie die zich richt op het bevorderen van biologisch onderzoek en onderwijs in de Verenigde Staten. Tevens is het museum lid van de Natural Science Collections Alliance, een Amerikaanse non-profit-associatie die zich richt op de ondersteuning van natuurwetenschappelijke collecties, hun menselijke middelen, de instituten die de collecties huisvesten en hun onderzoeksactiviteiten.